# JDS Wakashio
Pour les articles homonymes, voir Wakashio.
Le JDS Wakashio, numéro de coque SS-587, est un sous-marin d'attaque de la classe Harushio en service dans la Marine japonaise de 1994 à 2013.